# Qmusic TV
Qmusic TV (ook wel kanaal 39 genoemd, het zendernummer bij Telenet) is het digitale televisiekanaal van Qmusic Vlaanderen.
Het kanaal startte op 20 februari 2012 met uitzenden. Op de zender zijn livebeelden vanuit de radiostudio te zien. Tijdens sommige nummers worden er ook videoclips getoond.
De zender is via Telenet (op de kabel en in de Telenet TV-app), Orange (uitsluitend in Telenet gebieden) en Proximus Pickx te ontvangen, maar is ook online beschikbaar via de website van Qmusic en VTM GO.